# Grumman EA-6B Prowler
El Grumman EA-6B Prowler (‘merodeador’ en idioma inglés) fue un avión especializado en guerra electrónica equipado con dos turborreactores, fabricado por la empresa Grumman (ahora llamada Northrop Grumman Aerospace Corporation). Su diseño tomó como base el fuselaje del A-6 Intruder.

## Desarrollo
El Prowler soporta una tripulación de cuatro miembros: Un piloto y tres oficiales de guerra electrónica, conocidos como ECMO. Equipado con dos motores turbojet Pratt & Whitney J52-P408, alcanza velocidades de hasta 950 km/h con una autonomía de vuelo de 1,840 kilómetros (1,140 millas). Debido a que las operaciones de "guerra electrónica" son complejas y de alta carga, los Prowler se consideran aviones de alto mantenimiento, ya que requieren de periodos más cortos de actualización y mantenimiento de sus avanzados equipos.

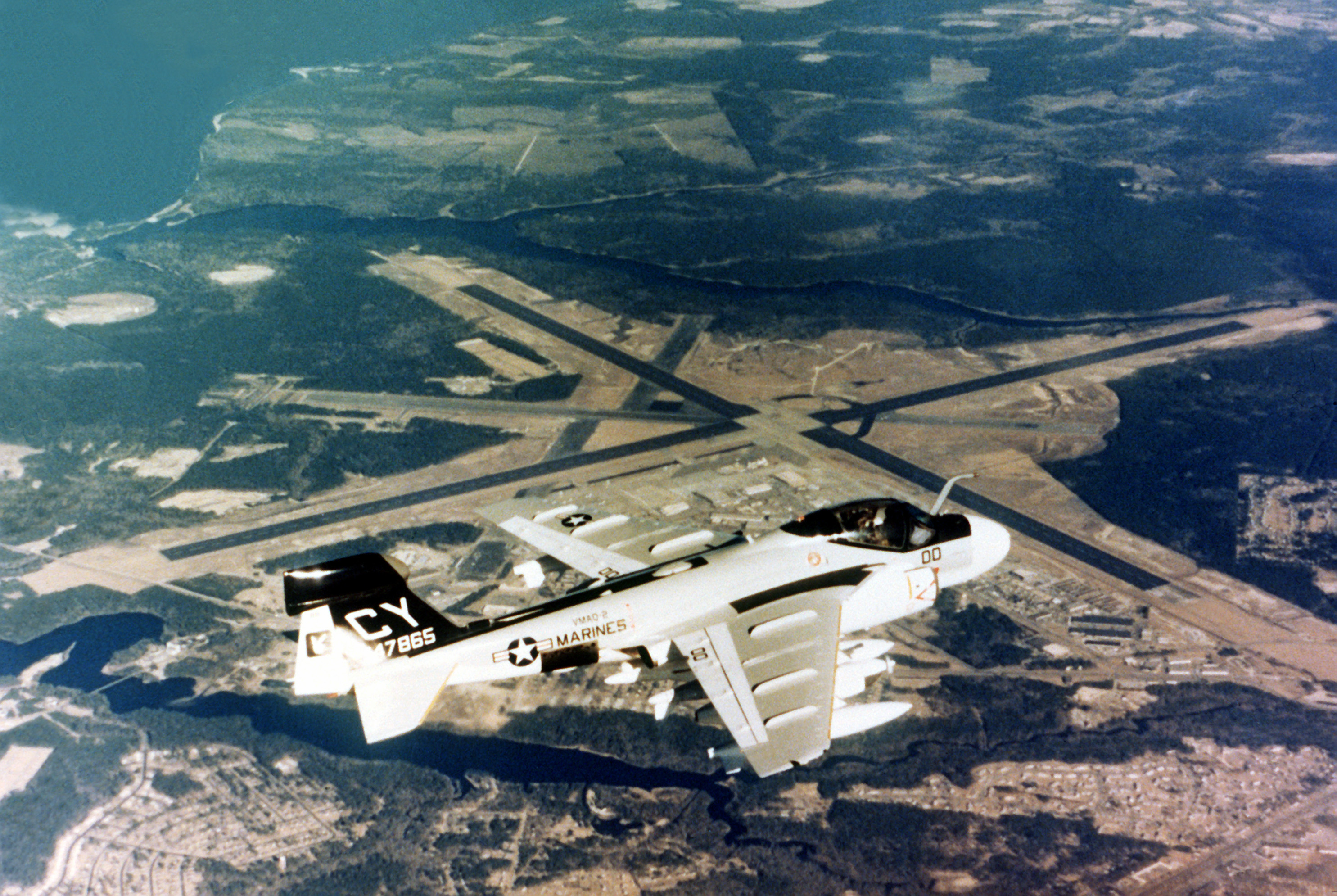
Un EA-6A Intruder sobre Cherry Point, 1978.

Algunas de sus peculiaridades incluyen el diseño asimétrico de su sonda de reabastecimiento, la cual aparece levemente inclinada a la derecha; tiene una antena grande cerca de su base. El techo da la cabina de mando tiene un recubrimiento en malla de oro, que protege a la tripulación de las emisiones de radio del equipo de guerra electrónica que transporta. 
Aunque su principal misión es la de servir como escudo electrónico, plataforma de comando y control, el EA-6B es capaz de atacar objetivos en tierra con alta precisión, especialmente radares y lanzadores de SAM.

## Misión

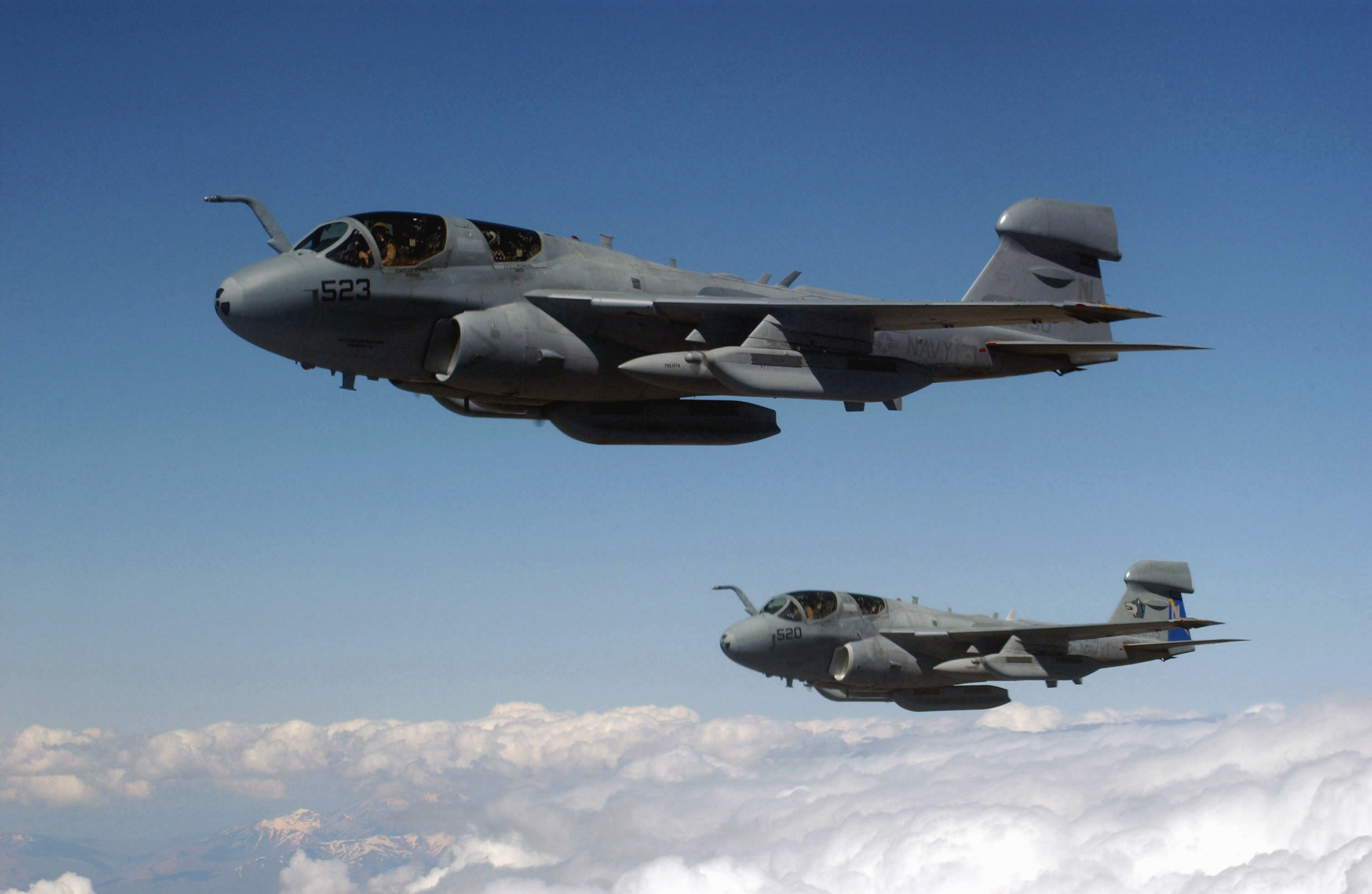
Dos EA-6B Prowler sobre Turquía, 2002.

Diseñado para operaciones de base avanzadas, el Prowler es un completo sistema de guerra electrónica que combina características de resistencia en todos los ambientes con sistemas de contramedidas electrónicas. Una gran bahía de radar delantera y un carenado en forma de vaina en el estabilizador vertical contienen los equipos. Fue el principal avión de guerra electrónica de la Marina de los Estados Unidos, hasta su retiro en el año 2015. La misión principal de este avión es soportar las operaciones aéreas y terrestres, interrumpiendo las actividades de dispositivos electrónicos del enemigo y obteniendo inteligencia electrónica táctica dentro de un área de combate, para apoyar las misiones de otros aviones de penetración profunda.
Desde el retiro de los EF-111A Raven en 1995, el Prowler fue uno de los principales mecanismos de defensa contra radares aéreos, con los que cuenta el departamento de defensa de los Estados Unidos, hasta que fue lentamente reemplazado por el EA-18G Growler. El 27 de mayo de 2015, la Armada de los Estados Unidos retiró sus Prowler de servicio, y el 8 de marzo de 2019 fueron retirados del servicio en el Cuerpo de Marines de los Estados Unidos.

## Especificaciones (EA-6B)
Referencia datos: US Navy Fact File, US Navy history page.

### Características generales
- Tripulación: 4 (piloto y tres oficiales de contramedidas electrónicas)
- Longitud: 17,7 m
- Envergadura: 15,9 m
- Altura: 4,9 m
- Superficie alar: 49,1 m²
- Peso vacío: 15.130 kg
- Peso máximo al despegue: 27.900 kg
- Planta motriz: 2× turborreactores Pratt & Whitney J52-P408A.
  - Empuje normal: 46,3 kN (4717 kgf; 10 400 lbf) de empuje cada uno.

### Rendimiento
- Velocidad máxima operativa (Vno): 1050 km/h (652 MPH; 567 kt)
- Velocidad crucero (Vc): 774 km/h (481 MPH; 418 kt)
- Alcance: 3254 km (1757 nmi; 2022 mi) con tanques de combustible externos, 3.861 km (2.399 mi; 2.085 nmi) lanzando los tanques una vez agotados.
- Techo de vuelo: 11 479 m (37 660 ft)
- Régimen de ascenso: 65,5 m/s (12 900 ft/min)
- Carga alar: 560 kg/m²
- Empuje/peso: 0,34

### Armamento
- Puntos de anclaje: 5 en total (4 pilones subalares y 1 soporte central bajo el fuselaje) para cargar una combinación de:    
  - Misiles: 

    - 4× Misiles antirradiación AGM-88 HARM.

  - Otros: 

    - 5× Pods externos de contramedidas electrónicas ALQ-99 TJS.
    - 5× Tanques de combustibles externos de 1.136 litros (300 galones).

### Aviónica
- ALQ-99 on board receiver (OBS), Pod ALQ-99 Tactical Jamming System (TJS)
- Sistema interferidor de comunicaciones USQ-113

### Desarrollos relacionados
- A-6 Intruder

### Aeronaves similares
- General Dynamics/Grumman EF-111A Raven
- Boeing EA-18G Growler
- Sujoi Su-33UB